# Ярош Віктор Петрович
Віктор Петрович Я́рош (нар. 18 жовтня 1914, Бистрик — 11 жовтня 2001, Кіровоград) — український театрознавець і краєзнавець, ініціатор створення та перший завідувач меморіального музею М. Кропивницького.

## Біографія
Народився 5 (18) жовтня 1914 року в селі Бистрику (тепер Кролевецький район Сумської області, Україна) в сім'ї вчителів. Українець. Після закінчення школи працював вчителем, був інспектором райнаросвіти в Сумській області. У 1938—1945 роках служив в Червоній армії. Член ВКП(б). Бпав участь у радянсько-фінській і Другій світовій війнах. Нагороджений орденом Вітчизняної війни 2 ступеня (11 травня 1945), медалями «За бойові заслуги» (20 січня 1943), «За оборону Сталінграда».
1947 року закінчив Київський педагогічний інститут. З 1948 по 2001 рік мешкав в Кіровограді. Обіймав посади завідувача відділу культури обласної газети «Кіровоградська правда», заступника начальника обласного управління культури, завідувача літературною частиною музично-драматичного театру імені М. Л. Кропивницького. 19 років з 1948 по 1967 рік очолював обласне літературне об'єднання «Степ». З 1979 року працював на посаді наукового співробітника обласного краєзнавчого музею. З 1982 року — завідувач меморіального музею М. Л. Кропивницького.
1993 року став переможцем першого конкурсу на здобуття обласної краєзнавчої премії імені В. Ястребова.
Помер в Кіровограді 11 жовтня 2001 року.

## Праці
Автор семи книг та численних публікацій, присвячених корифеям українського професійного театру. Зокрема:
- фотоальбоми «Меморіальний музей М. Л. Кропивницького» (1986, 1990);
- «Театральна Кіровоградщина» (1989), збірка присвячена М. Л. Кропивницькому;
- «В небе войны»;
- «Почесні громадяни Кіровограда»;
- «Стежками завіяними».